# Anna Kendrick

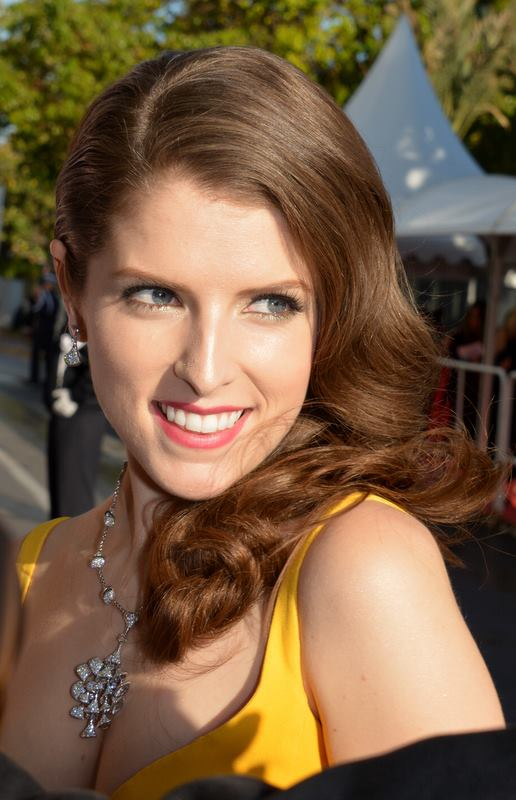
Anna Kendrick (2016)

Anna Cooke Kendrick (* 9. August 1985 in Portland, Maine) ist eine US-amerikanische Schauspielerin.

## Leben und Karriere

### Jugend und Karrierebeginn
Kendrick wurde als Tochter von Janice und William Kendrick in Portland geboren. Ihre Mutter ist Buchhalterin, ihr Vater Geschichtslehrer. Sie besuchte die örtliche Deering High School. Im Alter von zehn Jahren begann sie mit der Schauspielerei. Zusammen mit ihrem Bruder Michael Cooke Kendrick, der ebenfalls Schauspieler ist, ging sie nach New York und nahm an einigen Vorsprechen teil. Später war sie Mitglied des Theaterensembles Cabaret’s Kit Kit Club. Ihre erste Rolle spielte sie 1998 als Dinah in dem Broadwaystück High Society. Für ihre Darbietung war sie als zweitjüngste jemals für diesen Preis nominierte Schauspielerin für den Tony Award nominiert. Sie wurde außerdem für den Drama Desk Award nominiert und mit einem Theatre World Award ausgezeichnet. Anschließend war sie in zahlreichen Theaterstücken – unter anderem in The Little Princess und Jane Eyre – zu sehen und stand in der New York City Opera als Frederika in A Little Night Music (2003) auf der Bühne.
Ihre erste Rolle vor der Kamera spielte Kendrick in dem Fernsehfilm The Mayor im Jahr 2003. In der Komödie Star Camp war sie im selben Jahr in ihrer ersten Kinorolle als Fritzi Wagner zu sehen. Dafür wurde sie 2004 für den Independent Spirit Award in der Kategorie Bestes Schauspieldebüt und für den Chlotrudis Award als beste Nebendarstellerin nominiert. 2007 spielte Kendrick in der Komödie Rocket Science eine größere Nebenrolle als Ginny Ryerson. Dafür wurde sie 2008 erneut für den Independent Spirit Award als beste Nebendarstellerin nominiert. Des Weiteren hatte sie in der Serie Viva Laughlin (2007) eine Gastrolle als Holly.

### Durchbruch im Filmgeschäft

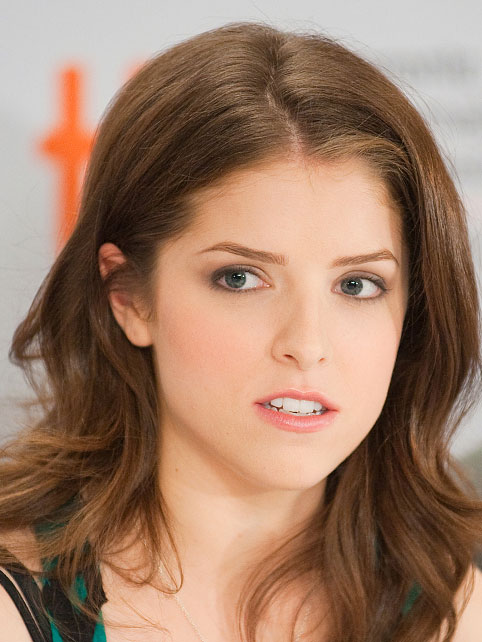
Anna Kendrick im Jahr 2010

Größere Bekanntheit erlangte sie 2008 als Jessica Stanley in der Romanverfilmung Twilight – Biss zum Morgengrauen. Ihre Theater- und Musicalerfahrung konnte sie 2009 in der Musicalkomödie The Marc Pease Experience an der Seite von Ben Stiller und Jason Schwartzman einsetzen. Der Film erhielt jedoch durchwachsene Kritiken und floppte an den amerikanischen Kinokassen. In Deutschland wurde er daher direkt auf DVD veröffentlicht, ebenso wie der Thriller Small Town Secret – Was passierte letzten Sommer?, in dem Kendrick in ihrer ersten Hauptrolle als Sarah zu sehen war.
Der Durchbruch gelang ihr schließlich 2009 an der Seite von George Clooney und Vera Farmiga in Jason Reitmans Tragikomödie Up in the Air, der Verfilmung des gleichnamigen Bestsellers von Walter Kirn, der in Deutschland unter dem Titel Mr. Bingham sammelt Meilen veröffentlicht wurde. Regisseur Reitman schrieb ihr die Rolle, die in der Romanvorlage nicht vorkommt, auf den Leib, nachdem er sie in Rocket Science gesehen hatte. Ihre schauspielerische Leistung in der Rolle der Natalie Keener brachte ihr viel Lob seitens der Kritik ein und eine Auszeichnung mit dem National Board of Review Award als beste Nebendarstellerin sowie einem MTV Movie Award für die beste Breakthrough Performance. Zudem wurde sie für über 30 weitere Filmpreise, unter anderem für den Oscar, den Golden Globe Award, den Screen Actors Guild Award und den BAFTA Award als beste Nebendarstellerin nominiert. Im selben Jahr wiederholte sie die Rolle der Jessica Stanley in New Moon – Biss zur Mittagsstunde, der Verfilmung des zweiten Romans aus der Twilight-Reihe. Kendrick erhielt Nominierungen für den Empire Award als beste Newcomerin und den Teen Choice Award als bester Scene Stealer.
2010 spielte sie in Eclipse – Biss zum Abendrot erneut die Jessica. Ihre Rolle wurde diesmal im Vergleich zur Buchvorlage ausgebaut, denn die Autorin Melissa Rosenberg schrieb extra für Kendrick eine Abschlussrede ins Drehbuch, die in Stephenie Meyers Roman nicht vorkommt. Kendrick war außerdem an der Seite von Michael Cera in der Comic-Verfilmung Scott Pilgrim gegen den Rest der Welt als Stacey Pilgrim zu sehen. Der Film wurde von Kritikern überwiegend positiv aufgenommen, er war jedoch kein finanzieller Erfolg. Des Weiteren trat sie im Musikvideo Pow Pow der Band LCD Soundsystem auf.

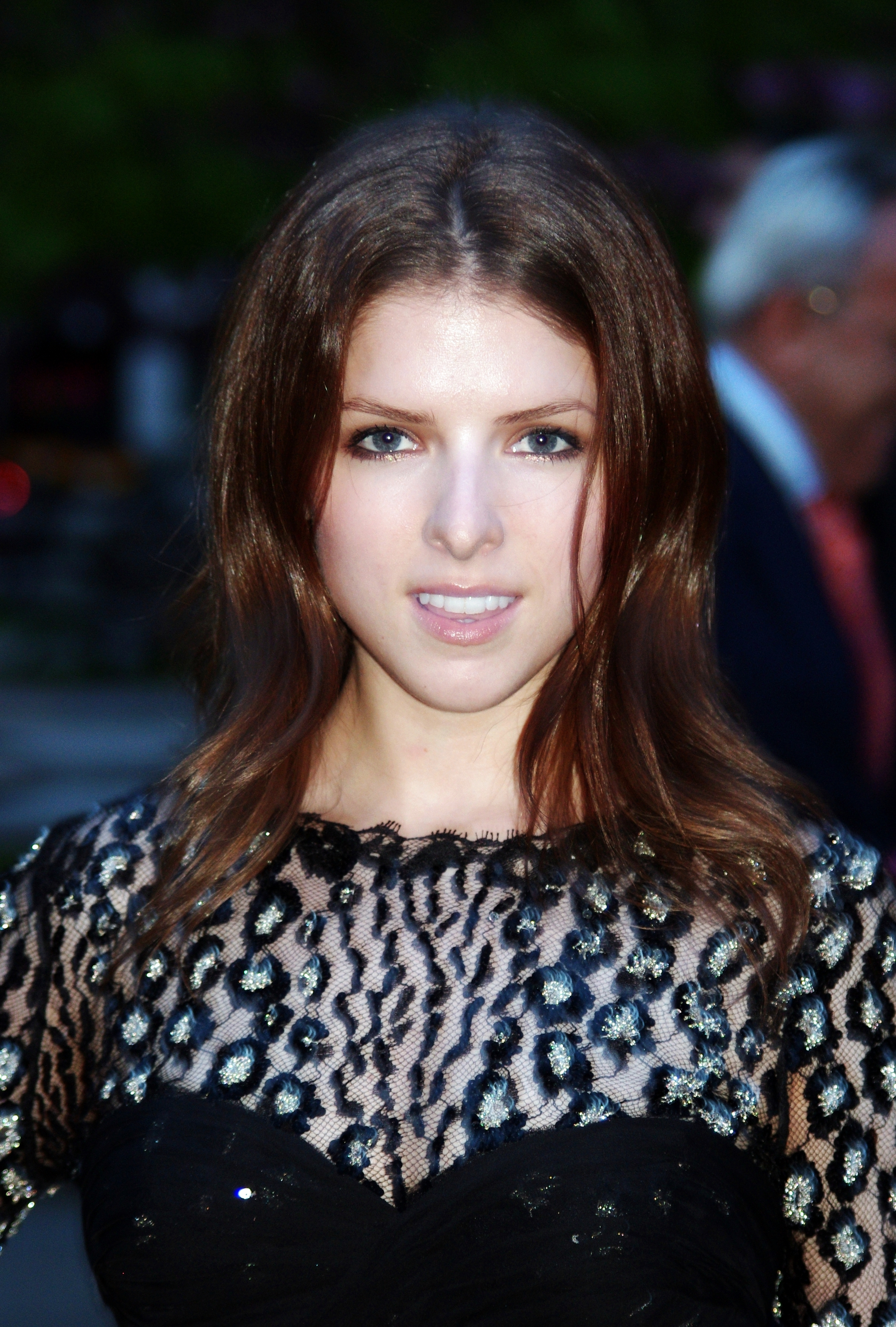
Kendrick 2011 beim Tribeca Film Festival

2011 spielte Kendrick an der Seite von Joseph Gordon-Levitt, Seth Rogen und Bryce Dallas Howard eine Hauptrolle in der Tragikomödie 50/50 – Freunde fürs (Über)Leben. Der Film handelt von einem jungen Radioproduzenten (Gordon-Levitt), der an Krebs erkrankt und sich in Therapie bei der jungen und unerfahrenen Ärztin Katherine (Kendrick) begibt. 50/50 stieß auf positive Resonanz bei Kritik und Publikum und war unter anderem für zwei Golden Globes nominiert. In Deutschland wurde der Film im Mai 2012 veröffentlicht. Zudem war sie letztmals als Jessica in Breaking Dawn – Biss zum Ende der Nacht, Teil 1, dem vierten Film der Twilight-Reihe, zu sehen.
2012 gehörte sie neben Cameron Diaz und Jennifer Lopez zum Ensemble der Komödie Was passiert, wenn’s passiert ist von Kirk Jones. Die Komödie handelt von fünf verschiedenen Paaren, die sich darauf vorbereiten, ein Baby zu bekommen. Ihr Partner in der Verfilmung des Bestsellers von Heidi Murkoff war Chace Crawford. Außerdem war sie für den Film ParaNorman erstmals als Synchronsprecherin tätig. Die Komödie lief ab August 2012 in den amerikanischen und deutschen Kinos und erhielt positive Resonanzen. Bei den Filmfestspielen von Venedig stellte sie 2012 ihren Film The Company You Keep – Die Akte Grant von Robert Redford vor. Sie spielt darin die Ex-Freundin von Shia LaBeouf, in dem Thriller ein engagierter Journalist, der die geheime Identität eines ehemaligen Untergrund-Aktivisten aufdeckt. In weiteren Nebenrollen sind Nick Nolte, Terrence Howard und Brendan Gleeson zu sehen. In Deutschland kam der Film im Juli 2013 in die Kinos. Kendrick spielte zudem unter der Regie von David Ayer in dem Polizei-Thriller End of Watch (2012) die Frau von Jake Gyllenhaal. In der erfolgreichen Komödie Pitch Perfect (2012) übernahm sie die Hauptrolle der rebellischen Professorentochter Beca Mitchell, die ihr Gesangstalent entdeckt und als Sängerin in einem Universitätschor Erfolge feiert. Sie ist auch auf dem Soundtrack des Films zu hören. Ihre Version des „Cup-Songs“ (Cups), eine Coverversion eines zuvor durch die Indie-Folk-Gruppe Lulu and the Lampshades ausgelösten Internetphänomens, erreichte die Top 10 der amerikanischen Billboard-Charts. 2013 wurden ihr zudem drei Platin-Schallplatten verliehen.
2013 spielte Kendrick neben Olivia Wilde, Jake Johnson und Ron Livingston eine der Hauptrollen in dem Mumblecore-Film Drinking Buddies von Joe Swanberg und war in der Fantasykomödie Rapture-Palooza zu sehen. Im Frühjahr 2013 stand sie für den Thriller The Voices neben Ryan Reynolds vor der Kamera. Die Dreharbeiten fanden unter anderem in Berlin statt.
Am 15. Dezember 2013 trat sie als Sängerin bei der Spendengala Christmas in Washington auf, wo sie unter anderem für Barack Obama sang. Am 5. April 2014 gab sie bei Saturday Night Live ihr Debüt als Moderatorin. Im Juli 2014 zierte sie das Cover der amerikanischen Elle. In Rob Marshalls Verfilmung des Musicals Into the Woods (2014) von Stephen Sondheim übernahm Kendrick die Rolle der Cinderella. Im gleichen Jahr spielte sie die Hauptrolle in der Musicalverfilmung The Last Five Years und war an der Seite von Jennifer Aniston in dem Drama Cake zu sehen. 2015 übernahm Kendrick im zweiten Teil der erfolgreichen Komödie Pitch Perfect erneut die Hauptrolle als Beca Mitchell.
2016 spielte sie neben Zac Efron, Adam DeVine und Aubrey Plaza eine der Hauptrollen in der Komödie Mike and Dave Need Wedding Dates. Weiterhin spielte sie neben Ben Affleck in The Accountant. Im gleichen Jahr veröffentlichte Kendrick ihre Autobiografie Scrappy Little Nobody. Seit 2016 leiht sie auch der Figur Poppy in der Animationsfilmreihe Trolls ihre Stimme, von der bis 2024 drei Kinofilme und einige Kurzfilme veröffentlicht wurden. 2017 übernahm sie in Pitch Perfect 3 zum dritten Mal die Rolle der Beca Mitchell. 2018 war sie neben Blake Lively als Hauptdarstellerin in dem Thriller Nur ein kleiner Gefallen zu sehen. 2025 folgte mit Nur noch ein kleiner Gefallen eine Fortsetzung.
Nach Arbeiten als geschäftsführende Produzentin an verschiedenen Film- und Serienprojekten legte Kendrick im Jahr 2023 mit Woman of the Hour ihr Spielfilmdebüt als Regisseurin vor, bei dem sie auch die Hauptrolle übernahm und als Koproduzentin fungierte.

## Persönliches
Von 2009 bis 2013 war Anna Kendrick in einer Beziehung mit dem Regisseur Edgar Wright, den sie bei den Dreharbeiten zu Scott Pilgrim gegen den Rest der Welt kennengelernt hatte.
Von 2014 bis 2020 war Kendrick mit dem Kameramann Ben Richardson zusammen. Danach war sie fast zwei Jahre mit dem Komiker Bill Hader liiert.

## Deutsche Synchronstimme
Im deutschsprachigen Raum wird Kendrick in der Regel von Anne Helm synchronisiert. Zu Beginn ihrer Karriere wurde sie auch wiederholt von Gabrielle Pietermann synchronisiert, so etwa in der Twilight-Reihe. In Small Town Secret wurde sie von Katharina von Keller und in The Marc Pease Experience von Marieke Oeffinger gesprochen. Ihre Rolle der Poppy in den Trolls-Filmen übernahm im deutschsprachigen Raum Lena Meyer-Landrut.

## Filmografie

### Schauspielerin

#### Spielfilme
- 2003: Star Camp (Camp)
- 2007: Rocket Science
- 2008: Twilight – Biss zum Morgengrauen (Twilight)
- 2009: Small Town Secret (Elsewhere)
- 2009: The Marc Pease Experience
- 2009: Up in the Air
- 2009: New Moon – Biss zur Mittagsstunde (The Twilight Saga: New Moon)
- 2010: Eclipse – Biss zum Abendrot (The Twilight Saga: Eclipse)
- 2010: Scott Pilgrim gegen den Rest der Welt (Scott Pilgrim vs. the World)
- 2011: 50/50 – Freunde fürs (Über)Leben (50/50)
- 2011: Breaking Dawn – Biss zum Ende der Nacht, Teil 1 (The Twilight Saga: Breaking Dawn – Part 1)
- 2012: Was passiert, wenn’s passiert ist (What to Expect When You’re Expecting)
- 2012: ParaNorman (Sprechrolle)
- 2012: The Company You Keep – Die Akte Grant (The Company You Keep)
- 2012: End of Watch
- 2012: Pitch Perfect
- 2013: Drinking Buddies – Erwachsen werden ist schwer (Drinking Buddies)
- 2013: Rapture-Palooza
- 2014: The Voices
- 2014: Life After Beth
- 2014: Happy Christmas
- 2014: The Last Five Years
- 2014: Cake
- 2014: Into the Woods
- 2015: Tim und Lee (Digging for Fire)
- 2015: Pitch Perfect 2
- 2015: Mr. Right
- 2016: Die Hollars – Eine Wahnsinnsfamilie (The Hollars)
- 2016: Get a Job
- 2016: Mike and Dave Need Wedding Dates
- 2016: Trolls (Stimme von Poppy)
- 2016: The Accountant
- 2017: Table 19 – Liebe ist fehl am Platz (Table 19)
- 2017: Pitch Perfect 3
- 2018: Nur ein kleiner Gefallen (A Simple Favor)
- 2019: Der Tag wird kommen (The Day Shall Come)
- 2019: Noelle
- 2020: Trolls World Tour (Stimme)
- 2021: Stowaway – Blinder Passagier (Stowaway)
- 2022: Alice, Darling
- 2023: Self Reliance
- 2023: The Dating Game Killer (Woman of the Hour)
- 2023: Trolls – Gemeinsam Stark (Trolls Band Together, Stimme)
- 2024: Trolls – It Takes Three (Kurzfilm, Stimme)
- 2025: Nur noch ein kleiner Gefallen (Another Simple Favor)

#### Fernsehen
- 2003: The Mayor (Fernsehfilm)
- 2007: Viva Laughlin (Fernsehserie, Folge: What a Whale Wants)
- 2009: Fear Itself (Fernsehserie, Folge: The Spirit Box)
- 2012: Family Guy (Fernsehserie, Folge: Internal Affairs, Stimme)
- 2014: Saturday Night Live (Moderatorin und Darstellerin)
- 2017: Trolls: Feiern mit den Trolls (Trolls Holiday, Fernseh-Kurzfilm, Stimme)
- 2019: Human Discoveries (Fernsehserie, 10 Folgen, Stimme)
- 2020: Dummy (Fernsehserie, 10 Folgen)
- 2020–2021: Love Life (Fernsehserie, 13 Folgen)
- 2021: Trolls Holiday in Harmony (Fernseh-Kurzfilm, Stimme)
- 2023: Scott Pilgrim hebt ab (Scott Pilgrim Takes Off, Fernsehserie, 8 Folgen, Stimme)

#### Theater
- 1998: High Society
- 2003: A Little Night Music

#### Musikvideos
- 2010: Pow Pow (LCD Soundsystem)
- 2012: Do it Anyway (Ben Folds Five)
- 2013: Cups: Pitch Perfect’s When I’m Gone
- 2020: Don’t slack (Trolls World Tour)

### Regie und Produktion
- 2023: Woman of the Hour

## Auszeichnungen und Nominierungen
| Tabellarische Übersicht der Auszeichnungen und Nominierungen | Tabellarische Übersicht der Auszeichnungen und Nominierungen | Tabellarische Übersicht der Auszeichnungen und Nominierungen | Tabellarische Übersicht der Auszeichnungen und Nominierungen       | Tabellarische Übersicht der Auszeichnungen und Nominierungen |
| Jahr                                                         | Auszeichnung                                                 | Für                                                          | Kategorie                                                          | Resultat                                                     |
| ------------------------------------------------------------ | ------------------------------------------------------------ | ------------------------------------------------------------ | ------------------------------------------------------------------ | ------------------------------------------------------------ |
| 1998                                                         | Theatre World Award                                          | High Society                                                 | Beste Nebendarstellerin                                            | Gewonnen                                                     |
| 1998                                                         | Tony Award                                                   | High Society                                                 | Beste Nebendarstellerin                                            | Nominiert                                                    |
| 1998                                                         | Drama Desk Award                                             | High Society                                                 | Beste Nebendarstellerin                                            | Nominiert                                                    |
| 2004                                                         | Independent Spirit Award                                     | Camp                                                         | Beste Newcomerin                                                   | Nominiert                                                    |
| 2004                                                         | Chlotrudis Award                                             | Camp                                                         | Beste Nebendarstellerin                                            | Nominiert                                                    |
| 2008                                                         | Independent Spirit Award                                     | Rocket Science                                               | Beste Nebendarstellerin                                            | Nominiert                                                    |
| 2009                                                         | Houston Film Critics Society Award                           | Up in the Air                                                | Beste Nebendarstellerin                                            | Gewonnen                                                     |
| 2009                                                         | Austin Film Critics Association Award                        | Up in the Air                                                | Beste Nebendarstellerin                                            | Gewonnen                                                     |
| 2009                                                         | Toronto Film Critics Association Award                       | Up in the Air                                                | Beste Nebendarstellerin                                            | Gewonnen                                                     |
| 2009                                                         | National Board of Review Award                               | Up in the Air                                                | Beste Nebendarstellerin                                            | Gewonnen                                                     |
| 2009                                                         | Southeastern Film Critics Association Award                  | Up in the Air                                                | Beste Nebendarstellerin                                            | Gewonnen (2. Platz)                                          |
| 2009                                                         | Broadcast Film Critics Association Award                     | Up in the Air                                                | Beste Nebendarstellerin                                            | Nominiert                                                    |
| 2009                                                         | Broadcast Film Critics Association Award                     | Up in the Air                                                | Bestes Schauspiel-Ensemble                                         | Nominiert                                                    |
| 2009                                                         | Boston Society of Film Critics Award                         | Up in the Air                                                | Beste Nebendarstellerin                                            | Gewonnen (2. Platz)                                          |
| 2009                                                         | Detroit Film Critics Society Award                           | Up in the Air                                                | Beste Nebendarstellerin                                            | Nominiert                                                    |
| 2009                                                         | Los Angeles Film Critics Association Award                   | Up in the Air                                                | Beste Nebendarstellerin                                            | Gewonnen (2. Platz)                                          |
| 2009                                                         | Satellite Award                                              | Up in the Air                                                | Beste Nebendarstellerin                                            | Nominiert                                                    |
| 2009                                                         | Chicago Film Critics Association Award                       | Up in the Air                                                | Beste Nebendarstellerin                                            | Nominiert                                                    |
| 2009                                                         | Washington D.C. Area Film Critics Association Award          | Up in the Air                                                | Beste Nebendarstellerin                                            | Nominiert                                                    |
| 2009                                                         | Washington D.C. Area Film Critics Association Award          | Up in the Air                                                | Bestes Schauspiel-Ensemble                                         | Nominiert                                                    |
| 2009                                                         | Washington D.C. Area Film Critics Association Award          | Up in the Air                                                | Beste Newcomerin                                                   | Nominiert                                                    |
| 2009                                                         | Dallas-Fort Worth Film Critics Association Award             | Up in the Air                                                | Beste Nebendarstellerin                                            | Gewonnen (2. Platz)                                          |
| 2010                                                         | Screen Actors Guild Award                                    | Up in the Air                                                | Beste Nebendarstellerin                                            | Nominiert                                                    |
| 2010                                                         | Golden Globe                                                 | Up in the Air                                                | Beste Nebendarstellerin                                            | Nominiert                                                    |
| 2010                                                         | BAFTA Award                                                  | Up in the Air                                                | Beste Nebendarstellerin                                            | Nominiert                                                    |
| 2010                                                         | Oscar                                                        | Up in the Air                                                | Beste Nebendarstellerin                                            | Nominiert                                                    |
| 2010                                                         | MTV Movie Award                                              | Up in the Air                                                | Beste Newcomerin                                                   | Gewonnen                                                     |
| 2010                                                         | Online Film Critics Society Award                            | Up in the Air                                                | Beste Nebendarstellerin                                            | Nominiert                                                    |
| 2010                                                         | Palm Springs International Film Festival Award               | Up in the Air                                                | Aufstrebender Star                                                 | Gewonnen                                                     |
| 2010                                                         | National Society of Film Critics Award                       | Up in the Air                                                | Beste Nebendarstellerin                                            | Gewonnen (2. Platz)                                          |
| 2010                                                         | San Diego Film Critics Society Award                         | Up in the Air                                                | Beste Nebendarstellerin                                            | Gewonnen (2. Platz)                                          |
| 2010                                                         | Central Ohio Film Critics Association Award                  | Up in the Air                                                | Bestes Schauspiel-Ensemble                                         | Gewonnen (2. Platz)                                          |
| 2010                                                         | Empire Award                                                 | New Moon – Biss zur Mittagsstunde Up in the Air              | Beste Newcomerin                                                   | Nominiert                                                    |
| 2010                                                         | People’s Choice Award                                        | Twilight – Biss zum Morgengrauen                             | Beliebteste Newcomerin                                             | Nominiert                                                    |
| 2010                                                         | Teen Choice Award                                            | New Moon - Bis(s) zur Mittagsstunde                          | Bester weiblicher Scene Stealer                                    | Nominiert                                                    |
| 2010                                                         | Teen Choice Award                                            | New Moon - Bis(s) zur Mittagsstunde                          | Most Fanatic Fans                                                  | Gewonnen                                                     |
| 2010                                                         | Glamour Woman of the Year Awards                             | sie selbst                                                   | Editors Special Award                                              | Gewonnen                                                     |
| 2010                                                         | Top Glamour Award                                            | sie selbst                                                   | Beste Internationale Schauspielerin                                | Gewonnen                                                     |
| 2010                                                         | Detroit Film Critics Society Award                           | Scott Pilgrim gegen den Rest der Welt                        | Bestes Schauspiel-Ensemble                                         | Nominiert                                                    |
| 2013                                                         | MTV Movie Award                                              | Pitch Perfect                                                | Bester Musical-Moment                                              | Gewonnen                                                     |
| 2013                                                         | Teen Choice Award                                            | Pitch Perfect                                                | Choice Movie Actress: Comedy                                       | Nominiert                                                    |
| 2013                                                         | Teen Choice Award                                            | Pitch Perfect                                                | Choice Movie Liplock (mit Skylar Astin)                            | Nominiert                                                    |
| 2013                                                         | Teen Choice Award                                            | Cups                                                         | Choice Music: Single by a Female Artist                            | Nominiert                                                    |
| 2014                                                         | VEVOCertified Awards                                         | Cups                                                         | 100,000,000 Views                                                  | Gewonnen                                                     |
| 2014                                                         | PopCrush Fan Choice Awards                                   |                                                              | Best Social Media Star                                             | Nominiert                                                    |
| 2014                                                         | World Music Awards                                           | Cups                                                         | World’s Best Song                                                  | Nominiert                                                    |
| 2014                                                         | World Music Awards                                           | Cups                                                         | World’s Best Video                                                 | Nominiert                                                    |
| 2014                                                         | World Music Awards                                           | sie selbst                                                   | World’s Best Female Artist                                         | Nominiert                                                    |
| 2014                                                         | Women Film Critics Circle Award                              | Happy Christmas                                              | Beste Schauspielerin in einer Komödie                              | Nominiert                                                    |
| 2014                                                         | Washington D.C. Area Film Critics Association Awards         | Into the Woods                                               | Bestes Schauspiel-Ensemble                                         | Nominiert                                                    |
| 2014                                                         | Phoenix Film Critics Society                                 | Into the Woods                                               | Bestes Schauspiel-Ensemble                                         | Nominiert                                                    |
| 2014                                                         | Detroit Film Critics Society Award                           | Into the Woods                                               | Bestes Schauspiel-Ensemble                                         | Nominiert                                                    |
| 2015                                                         | Critics’ Choice Movie Award                                  | Into the Woods                                               | Bestes Schauspiel-Ensemble                                         | Nominiert                                                    |
| 2015                                                         | Satellite Awards                                             | Into the Woods                                               | Bestes Schauspiel-Ensemble                                         | Gewonnen                                                     |
| 2015                                                         | Teen Choice Award                                            | Pitch Perfect 2                                              | Choice Movie: Hissy Fit                                            | Gewonnen                                                     |
| 2015                                                         | Teen Choice Award                                            | Pitch Perfect 2                                              | Choice Movie: Comedy Actress                                       | Gewonnen                                                     |
| 2015                                                         | Teen Choice Award                                            | Pitch Perfect 2                                              | Choice Movie: Chemistry (mit Brittany Snow)                        | Gewonnen                                                     |
| 2015                                                         | Bravo Otto in Bronze                                         |                                                              | Super-Kinostar weiblich                                            | Gewonnen                                                     |
| 2016                                                         | MTV Movie Awards                                             | Pitch Perfect 2                                              | Beste Schauspielerin                                               | Nominiert                                                    |
| 2016                                                         | MTV Movie Awards                                             | Pitch Perfect 2                                              | Bestes Ensemble                                                    | Gewonnen                                                     |
| 2020                                                         | Emmy Awards                                                  | Dummy                                                        | Beste Schauspielerin in einer „Short Form“ Comedy oder Drama Serie | Nominiert                                                    |
| 2024                                                         | Palm Springs International Film Festival                     | Woman of the Hour                                            | Directors to Watch                                                 | Gewonnen                                                     |
| 2024                                                         | Astra Film Awards                                            | Woman of the Hour                                            | Bestes Regiedebüt                                                  | Gewonnen                                                     |
| 2024                                                         | San Diego Film Critics Society                               | Woman of the Hour                                            | Bestes Regiedebüt                                                  | Nominiert                                                    |
| 2024                                                         | St. Louis Film Critics Association                           | Woman of the Hour                                            | Bestes Regiedebüt                                                  | Nominiert                                                    |
| 2024                                                         | Toronto Film Critics Association                             | Woman of the Hour                                            | Bestes Regiedebüt                                                  | Gewonnen                                                     |

## Diskografie (Singles)
- 2013: Cups (Pitch Perfect’s When I’m Gone) (DE: Gold)
- 2016: Get Back Up Again (UK: Silber)

## Auszeichnungen für Musikverkäufe
| Silberne Schallplatte - Vereinigtes Königreich - 2024: für die Single Move Your Feet/D.A.N.C.E./It’s a Sunshine Day Goldene Schallplatte - Vereinigtes Königreich - 2024: für das Lied True Colors Platin-Schallplatte - Australien - 2013: für die Single Cups (Pitch Perfect’s When I’m Gone) - Brasilien - 2023: für das Lied True Colors - Neuseeland - 2014: für die Single Cups (Pitch Perfect’s When I’m Gone) - 2023: für das Lied True Colors 2× Platin-Schallplatte - Brasilien - 2024: für die Single Cups (Pitch Perfect’s When I’m Gone) |

Anmerkung: Auszeichnungen in Ländern aus den Charttabellen bzw. Chartboxen sind in ebendiesen zu finden.
| Land/RegionAuszeichnungen für Musikverkäufe (Land/Region, Auszeichnungen, Verkäufe, Quellen) | Silber     | Gold     | Platin     | Verkäufe  | Quellen             |
| -------------------------------------------------------------------------------------------- | ---------- | -------- | ---------- | --------- | ------------------- |
| Australien (ARIA)                                                                            | —          | —        | Platin1    | 70.000    | aria.com.au         |
| Brasilien (PMB)                                                                              | —          | —        | 3× Platin3 | 180.000   | pro-musicabr.org.br |
| Deutschland (BVMI)                                                                           | —          | Gold1    | —          | 150.000   | musikindustrie.de   |
| Neuseeland (RMNZ)                                                                            | —          | —        | 2× Platin2 | 45.000    | radioscope.co.nz    |
| Vereinigte Staaten (RIAA)                                                                    | —          | —        | 3× Platin3 | 3.000.000 | riaa.com            |
| Vereinigtes Königreich (BPI)                                                                 | 2× Silber2 | 2× Gold2 | —          | 1.200.000 | bpi.co.uk           |
| Insgesamt                                                                                    | 2× Silber2 | 3× Gold3 | 9× Platin9 |           |                     |